# Michael Pedersen (fodboldspiller)
 For alternative betydninger, se Michael Pedersen. (Se også artikler, som begynder med Michael Pedersen)
Michael "Mex" Pedersen (født: 11. juni 1963) er en dansk tidligere fodboldspiller
Som aktiv fodboldspiller spillede han for bl.a. for Esbjerg fB, hvor han med 377 kampe og 161 mål er den spiller, som har spillet syvendeflest kampe for klubben, og han er den tredjemest scorende spiller i klubben gennem tiden.
Udover EfB har han spillet i Osasuna i Spanien samt Ikast FS (DM-Bronze i 1990).
Han blev kåret som Årets profil i 2. division i 1995 og blev valgt som årets spiller i EfB i sæsonen 1996/1997.
Tilnavnet "Mex" fik han i ungdomsårene tildelt af en træner i Esbjerg, idet Michael havde boet i Mexico i en periode pga. faderens arbejde. På holdet var der flere, der hed Michael, så han blev "Michael Mexico" – hvilket hurtigt bare blev til det mundrette "Mex".
Spillerkarriere
- 1982-1985: Esbjerg fB
- 1986-1987: Osasuna (ca. 40 kampe/2 sæsoner). Var den første udenlandske spiller i Osasuna.
- 1988-1989: Esbjerg fB
- 1989-1991: Ikast FS (ca. 85 kampe)
- 1992-1999: Esbjerg fB

Som fodboldtræner var Michael assistent og talenttræner i EfB under Viggo Jensen i 2000. I 2001 (DM-sølv) og 2002 var han ynglingeligatræner i samme klub, endelig var han fra 2003 til 2005 centertræner for U/15 og U/16 under JBU.
I august 2015 blev han midlertidigt sammen med Lars Lungi Sørensen ansvarlig cheftrænerduo for EfB efter fyringen af Niels Frederiksen.
Michael Pedersen færdiggjorde sin uddannelse som elitetræner med a-licens i 1997.
Michael Pedersens seneste fodboldkamp var i en showkamp mod JIK Oldstars, d. 23 marts 2024. 